# 장자연
장자연(한국 한자: 張紫妍, 1980년 1월 25일 ~ 2009년 3월 7일)은 대한민국의 배우이다.

## 생애
2006년 27세에 롯데제과 CF로 연예계에 데뷔하였으며 KBS 《꽃보다 남자》에 출연하며 배우로서 활동하기 시작했다. 일명 '장자연 리스트'에 따르면 그녀는 데뷔 후 성상납 강요와 폭력 등에 시달려 왔다고 주장했다.
사망 3일 전 장자연은 자신이 출연한 영화 《그들이 온다》의 강석범 감독과 통화하여 동료 연예인 김민선과 연락을 취하려 했던 것으로 밝혀졌다. 그러나 연락은 실패하였고 평소 친분도 없던 김민선과의 연락을 시도했던 원인은 알려지지 않았다. 《꽃보다 남자》 출연분을 모두 마치고 하차한 뒤 2009년 3월 7일에 경기도 분당 이매동의 자택에서 향년 30세의 나이에 사망한 채로 언니에 의해 발견되었다. 사인은 구체적으로 알려지지 않았으나 우울증이 원인이라는 지인들의 증언이 있다.
이후 자살 직전 실명과 지장이 찍힌 문건의 사본으로 추정되는 문서 등이 발견되어 언론에 보도되었고 문건은 2009년 3월 14일 언론에 전격적으로 공개되었다. 최후 출연작이던 《꽃보다 남자》의 출연배우 중 장자연과 가까이 지냈다는 배우에 대한 참고인 소환조사도 이루어졌다. 그러나 장자연 사망 전에 문건이 이미 공개되었다는 주장도 있다.
한편 장자연이 사망 직전 썼다는 편지 형식의 유서 등의 문건들은 진위 논란에 휩싸였으나, 경찰의 감정 결과 자필로 밝혀졌다. 해당 문건에 일부 유명 인사들이 언급되어 있다고 알려지면서 네티즌들은 분노와 유감을 표하며 이 문건에 언급된 인사들에 대한 명단공개와 처벌 등을 주장하기도 했다.
사후 장자연의 시신은 화장되어 부모의 묘가 있는 전북 정읍시 소성면 묘소 근처에 뿌려졌다. 2018년 12월 3일 시민단체 <내부제보실천운동> 주최 '이문옥 밝은사회상 특별상' 수상자로 선정되었다.

## 학력
- 정읍여자중학교 (졸업)
- 학산여자고등학교 (졸업)
- 광주대학교 경제학과 (졸업)
- 조선대학교 대학원 신문방송학과 (졸업)

### 관련 영화
- 2018년 《종이비행기》

## 연예 활동

### 텔레비전 드라마
- 2006년 《내 사랑 못난이》 (SBS)
- 2009년 《꽃보다 남자》 (KBS 2TV) ... 박선자 역

### 영화
- 2009년 《펜트하우스 코끼리》 ... 혜미 역(장자연 마지막 유작)
- 2009년 《정승필 실종사건》 ... 민아 역(장자연 마지막 유작)

### 텔레비전 광고
- 롯데제과 CF
- 신한카드

### 뮤직비디오
- 가비엔제이 - 절애
- 고유진 - 선데이 키즈, 에브리데이